# Vachellia erioloba
A Vachellia erioloba a hüvelyesek (Fabales) rendjébe, ezen belül a pillangósvirágúak (Fabaceae) családjába és a mimózaformák (Mimosoideae) alcsaládjába tartozó faj.

## Rendszertani besorolása és neve
Ezt a fafajt legelőször 1836-ban, Ernst Heinrich Friedrich Meyer és Johann Franz Drège német botanikusok írták le, illetve nevezték meg.
Mivel a zsiráf (Giraffa camelopardalis) és a teve (Camelus dromedarius) a legfőbb „ragadozói” ennek a növénynek, az angolul és az afrikaansul beszélő területeken, „zsiráftövisnek” vagy „tevetövisnek” nevezik ezt a fát: giraffe thorn, camel thorn, illetve kameeldoring.

## Előfordulása
A Vachellia erioloba legfőbb előfordulási területei: a Dél-afrikai Köztársaság - ahol védelem alatt áll -, Botswana, Zimbabwe nyugati területei és Namíbia. Továbbá még őshonos: Angolában, Mozambik délnyugati részein, Zambiában és Szváziföldön.

## Megjelenése
Ez a Namíbiában közönséges fa akár 17 méteresre is megnőhet. A leveleit hosszú tövisek védelmezik, bár a zsiráf a hosszú nyelvével sikeresen átjut a védelmen. A fa termései fül alakú hüvelyek, melyekben a magok ülnek. A termést számos növényevő állat, köztük a szarvasmarha (Bos primigenius) is kedveli. A faanyaga sötét vörösesbarna és nagyon sűrű, illetve kemény. Lassan nő és jól tűri a szárazságot, de a fagyokat is.

## Felhasználása
Az elterjedési területén főleg tűzifaként használják fel, emiatt sokat vágnak ki belőle. A babona szerint a villám gyakrabban belecsap ebbe a fába, mint más fafajokba. A magvai megpergelhetők és kávéhelyettesítőként használhatók.

## Képek

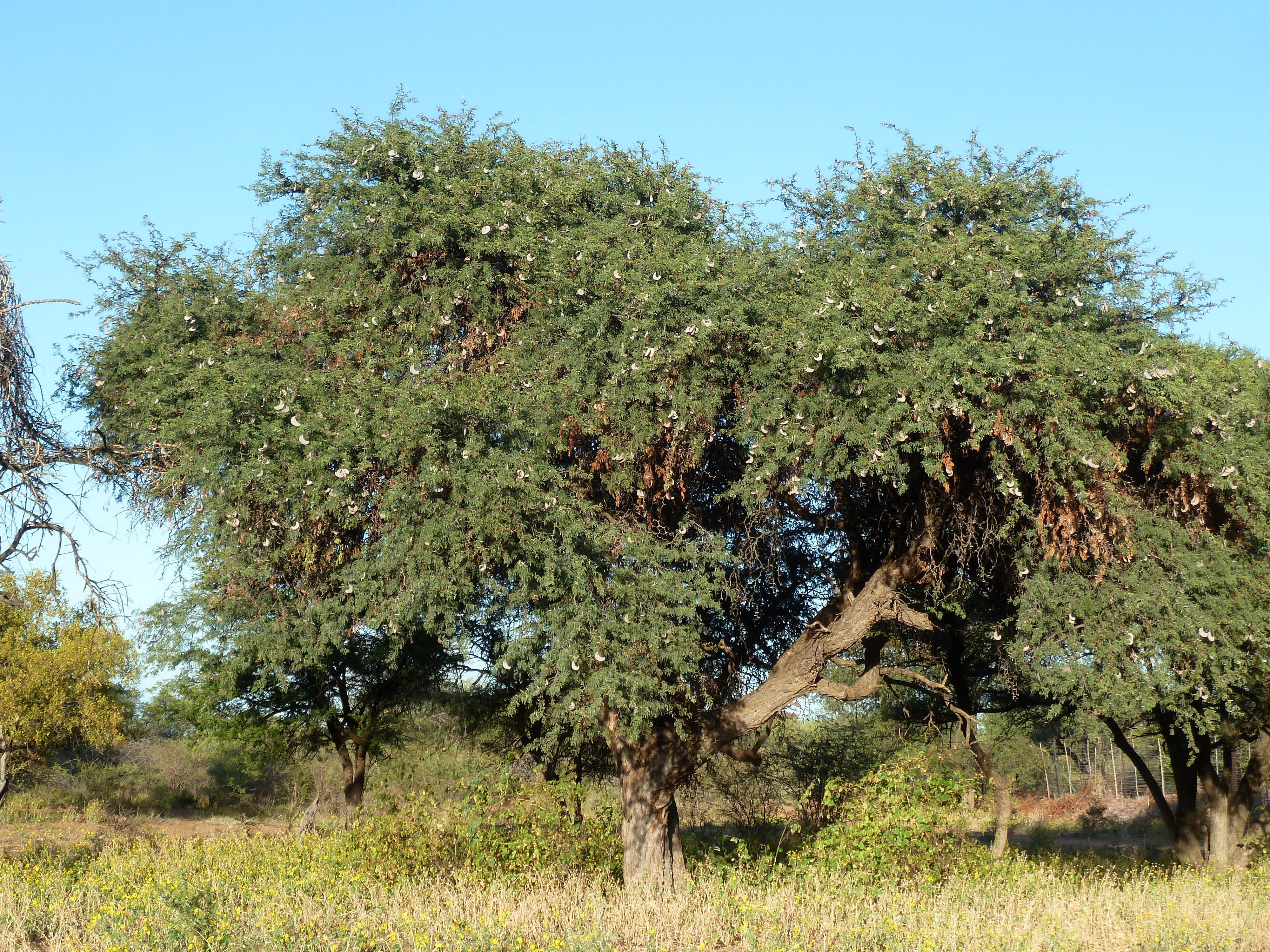
Fák a
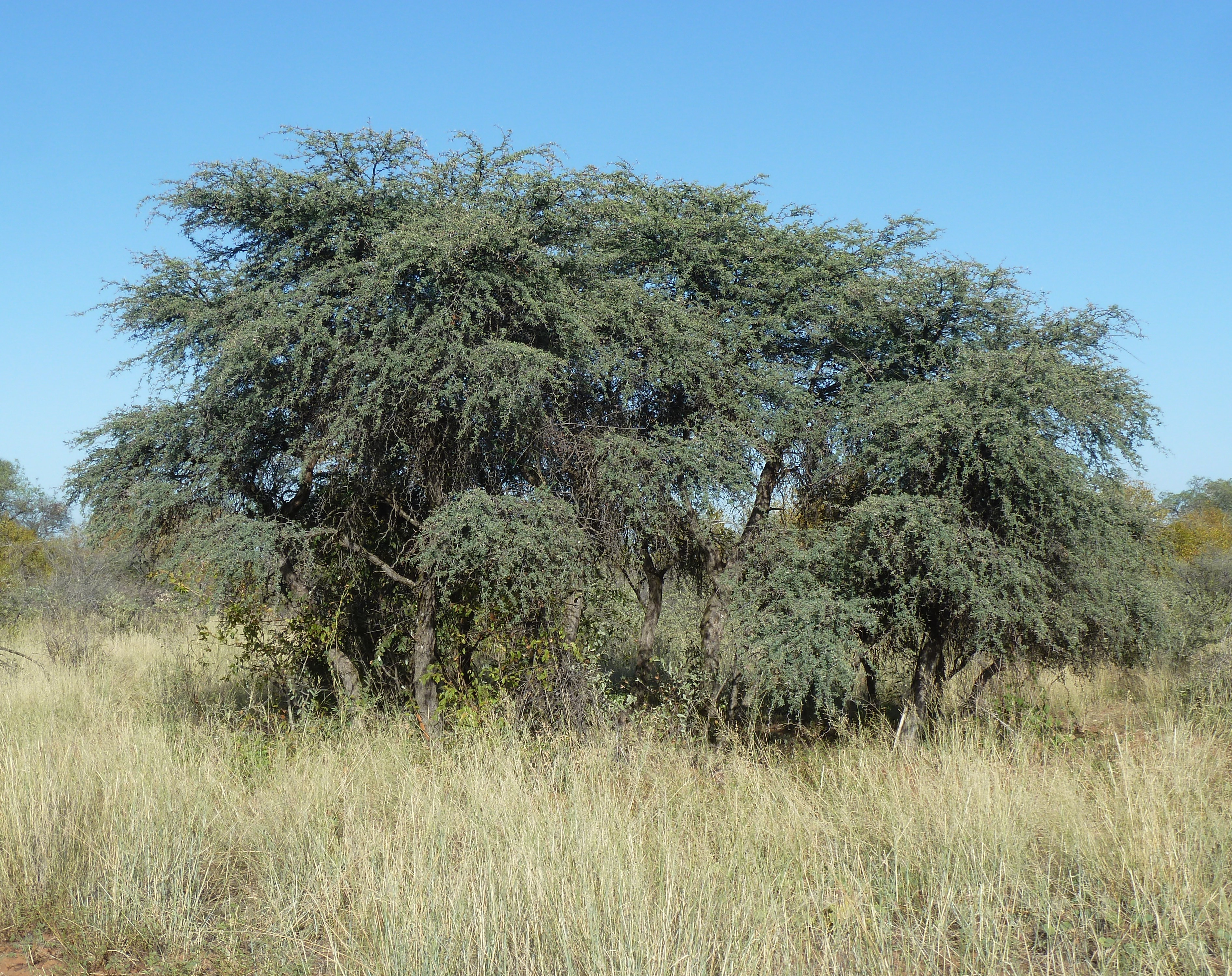
természetes
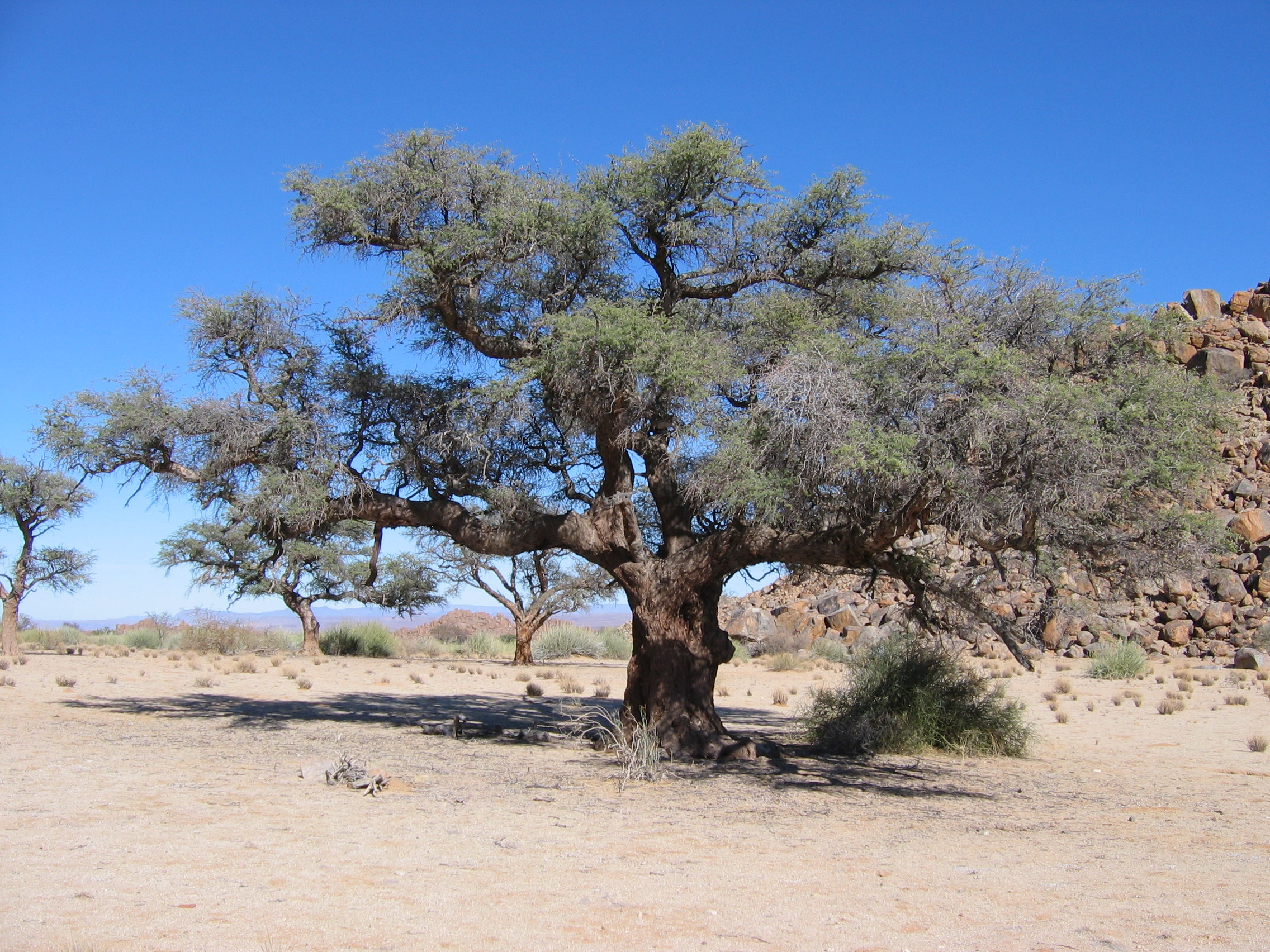
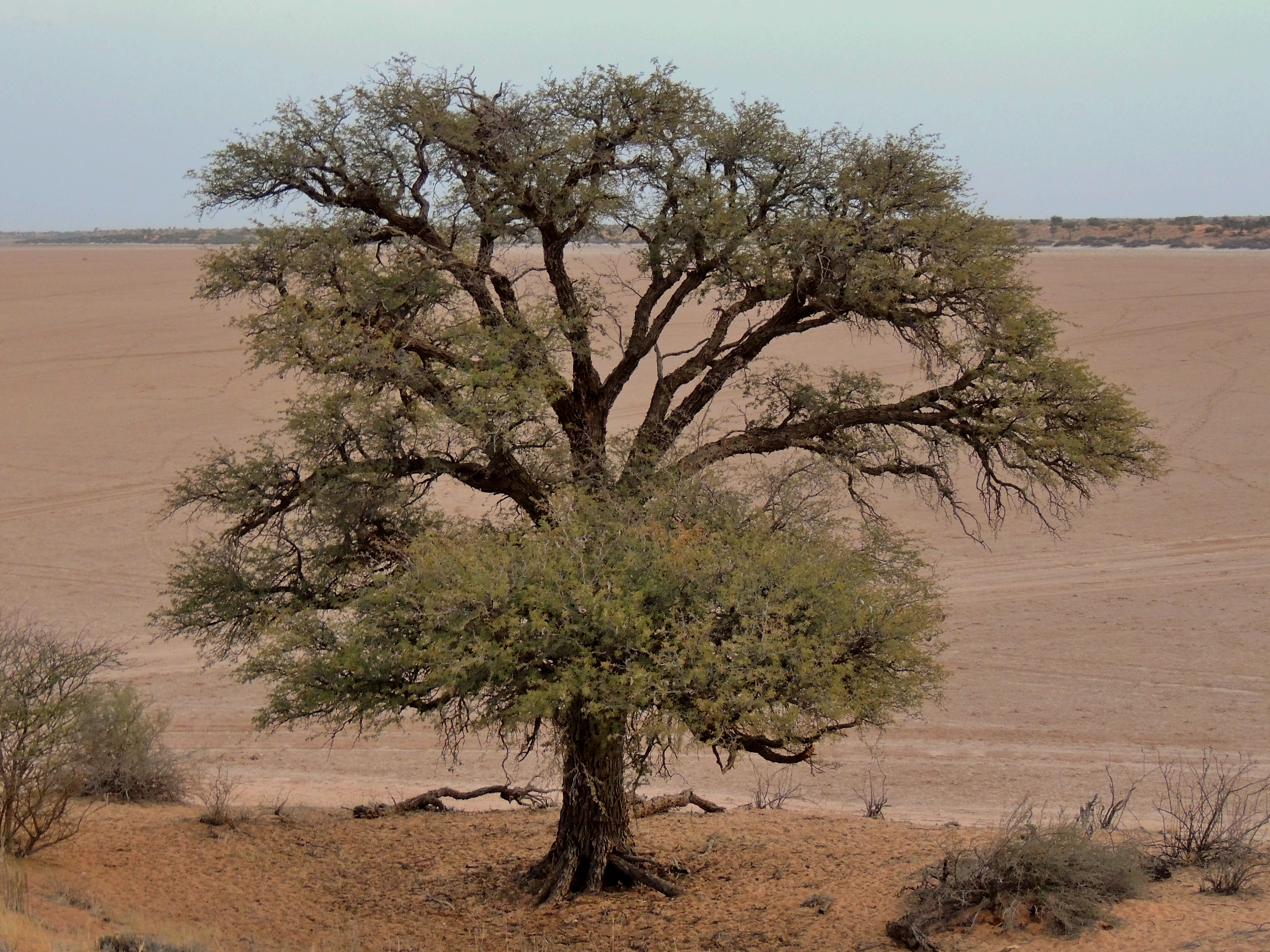
élőhelyükön
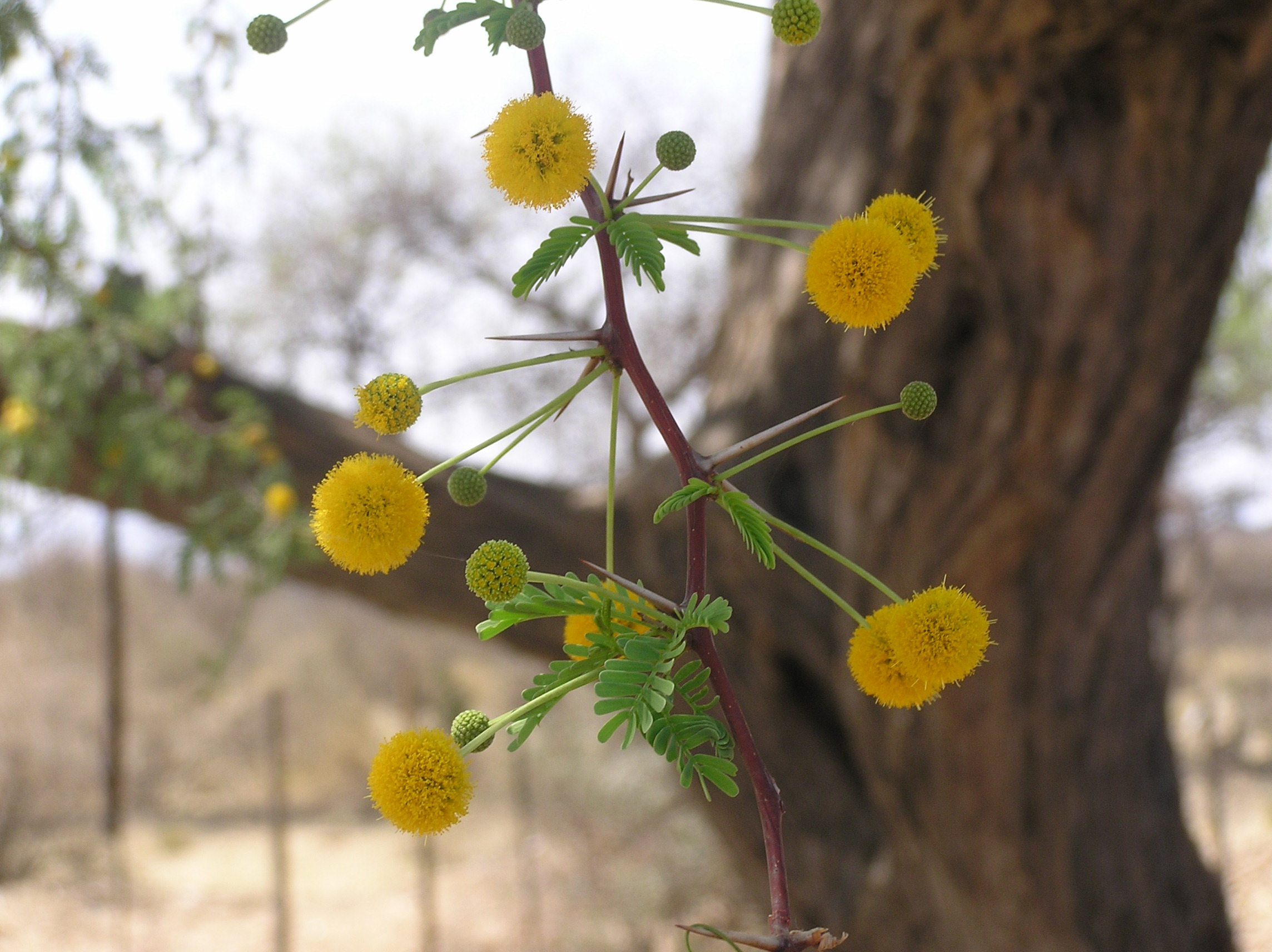
Virágai és levelei
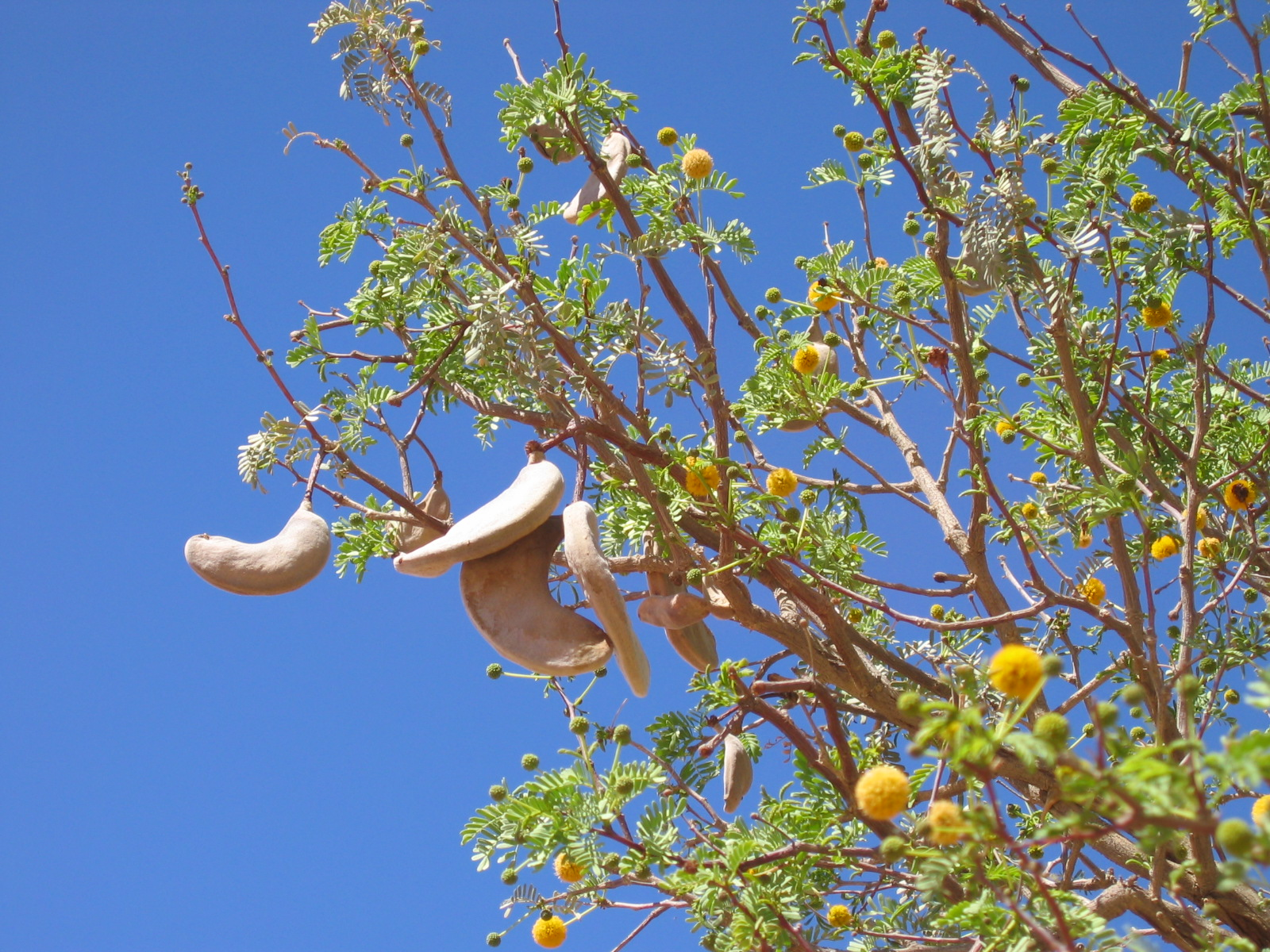
Virágai és termései
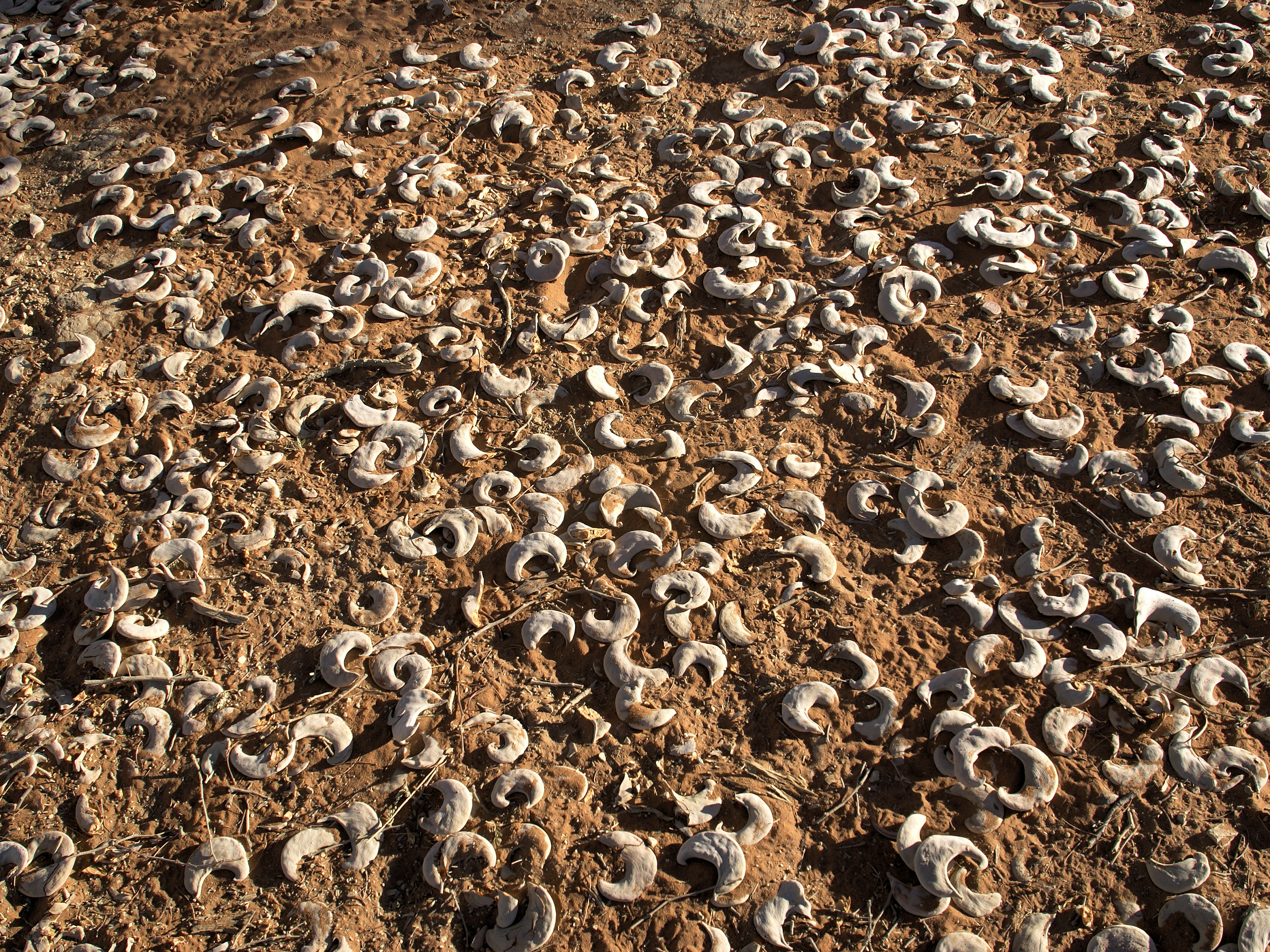
Lehullott hüvelytermései
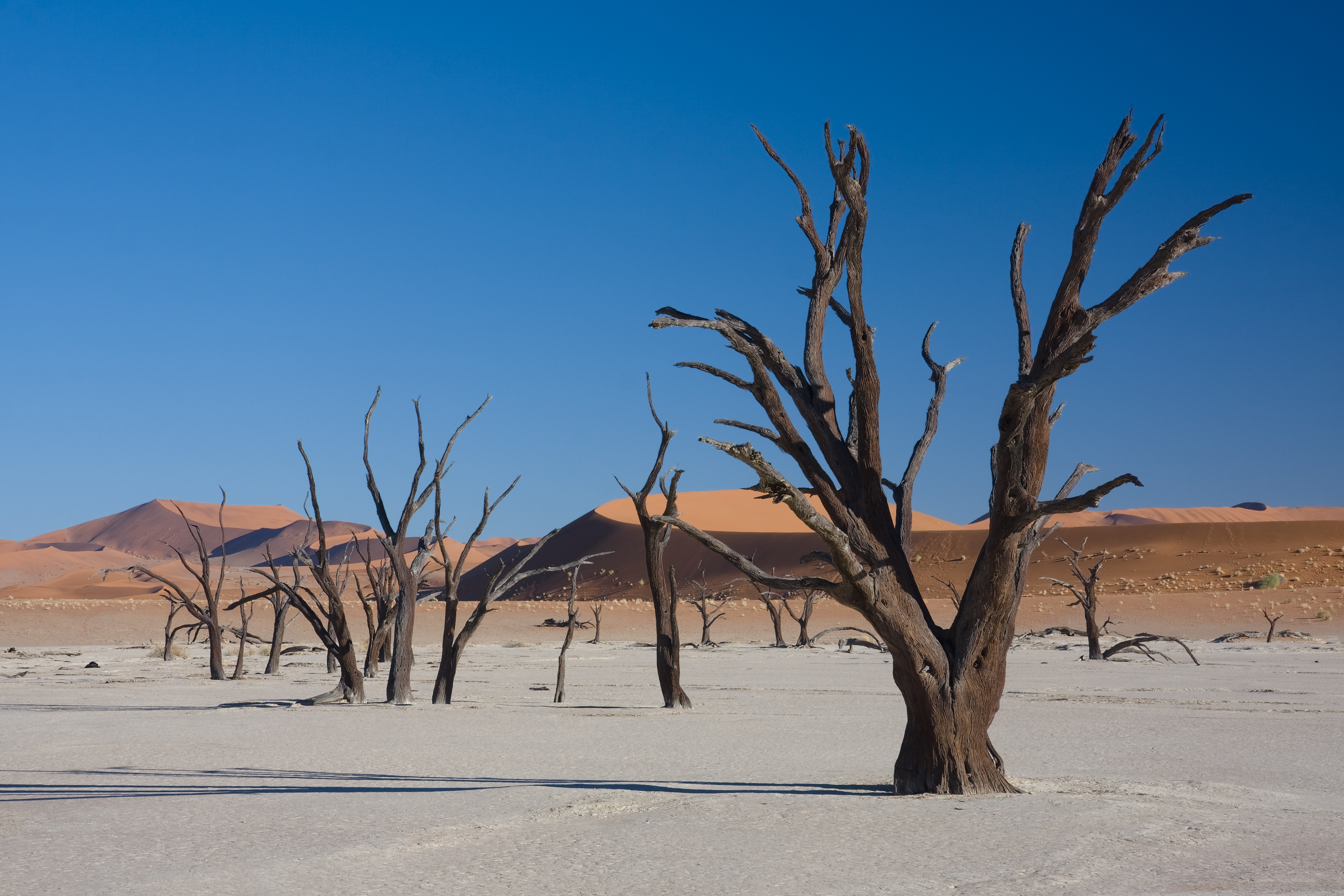
Kiszáradt fák Namíbiában
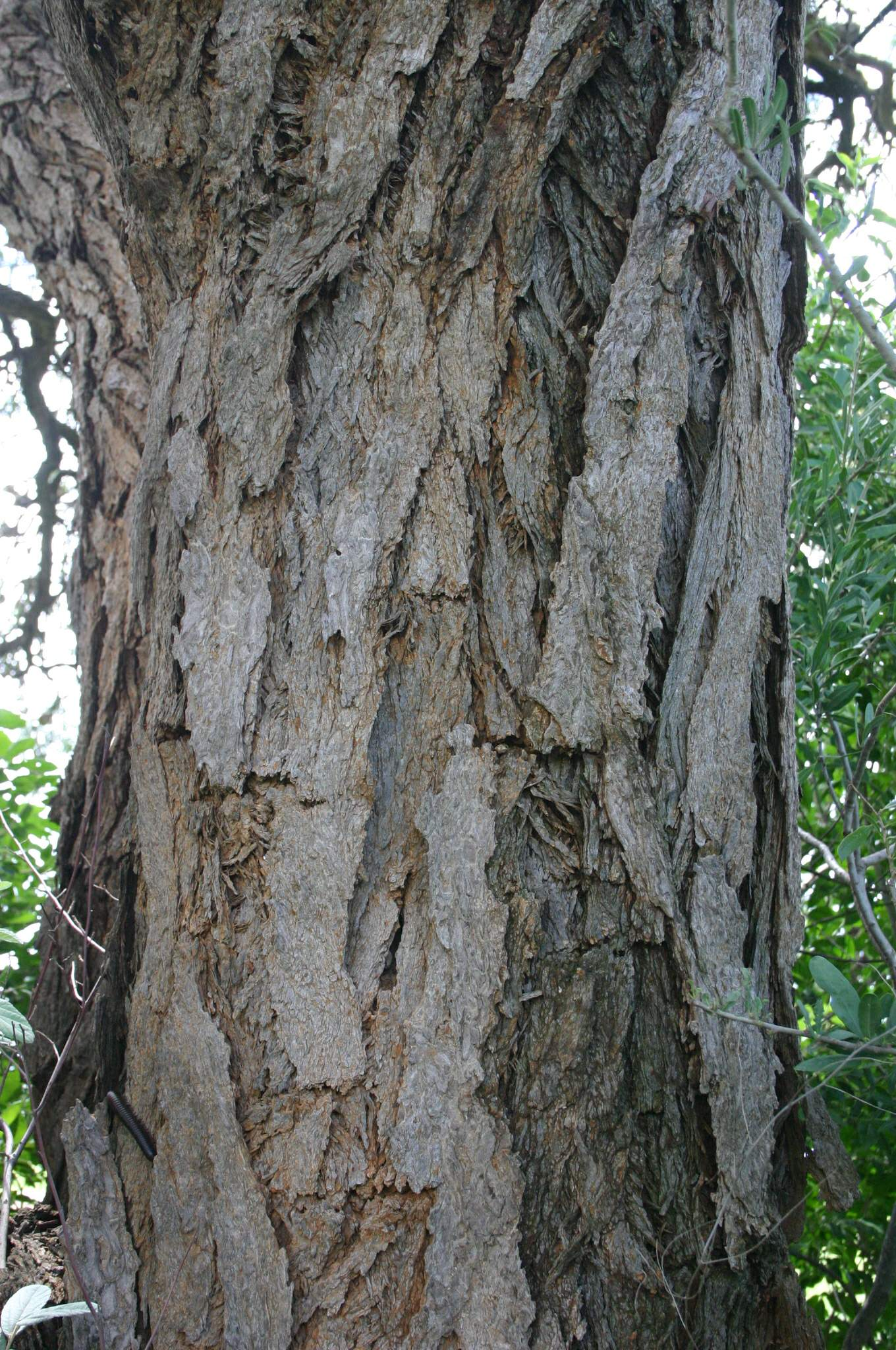
Kérge és
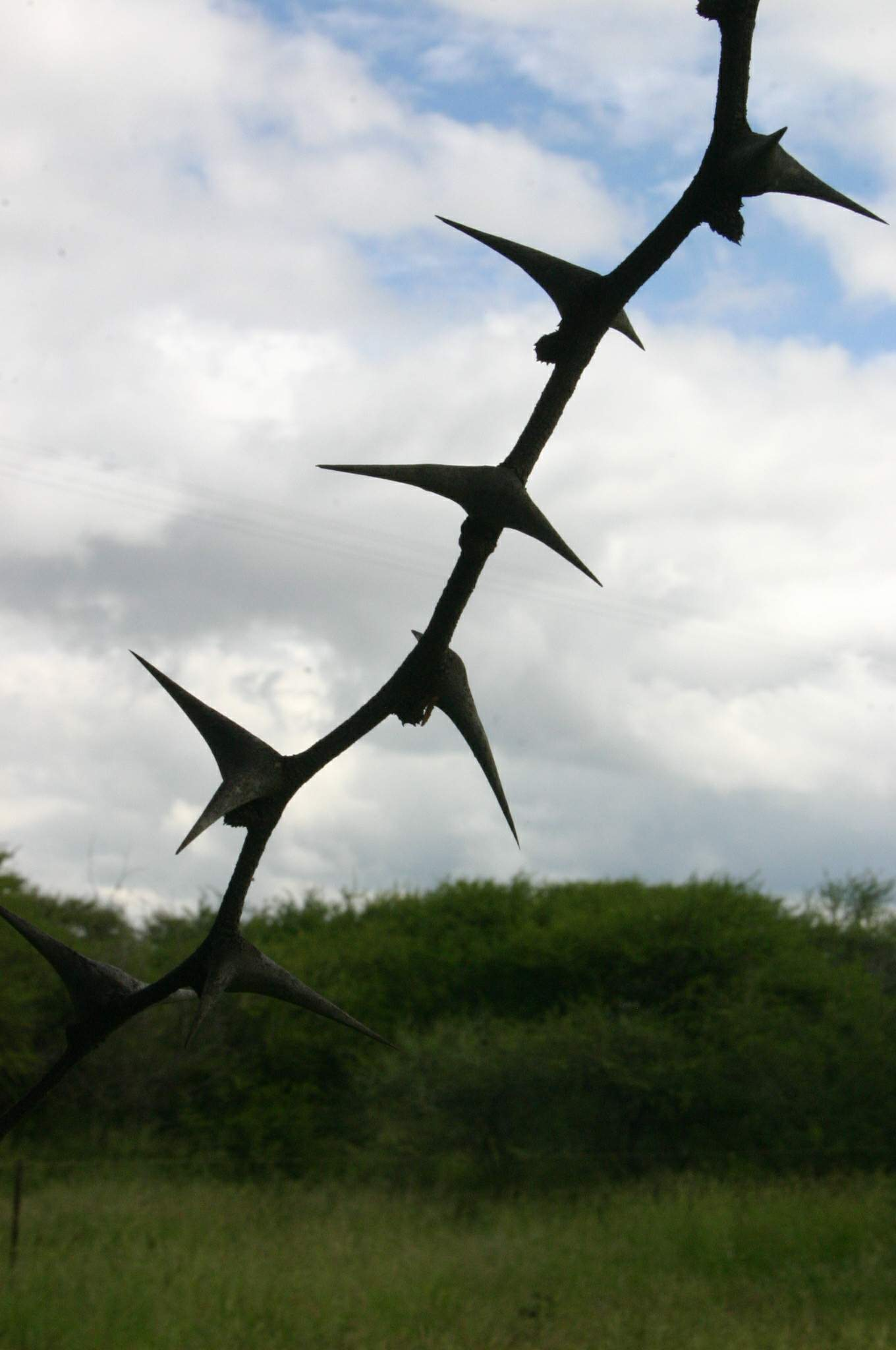
tövisei
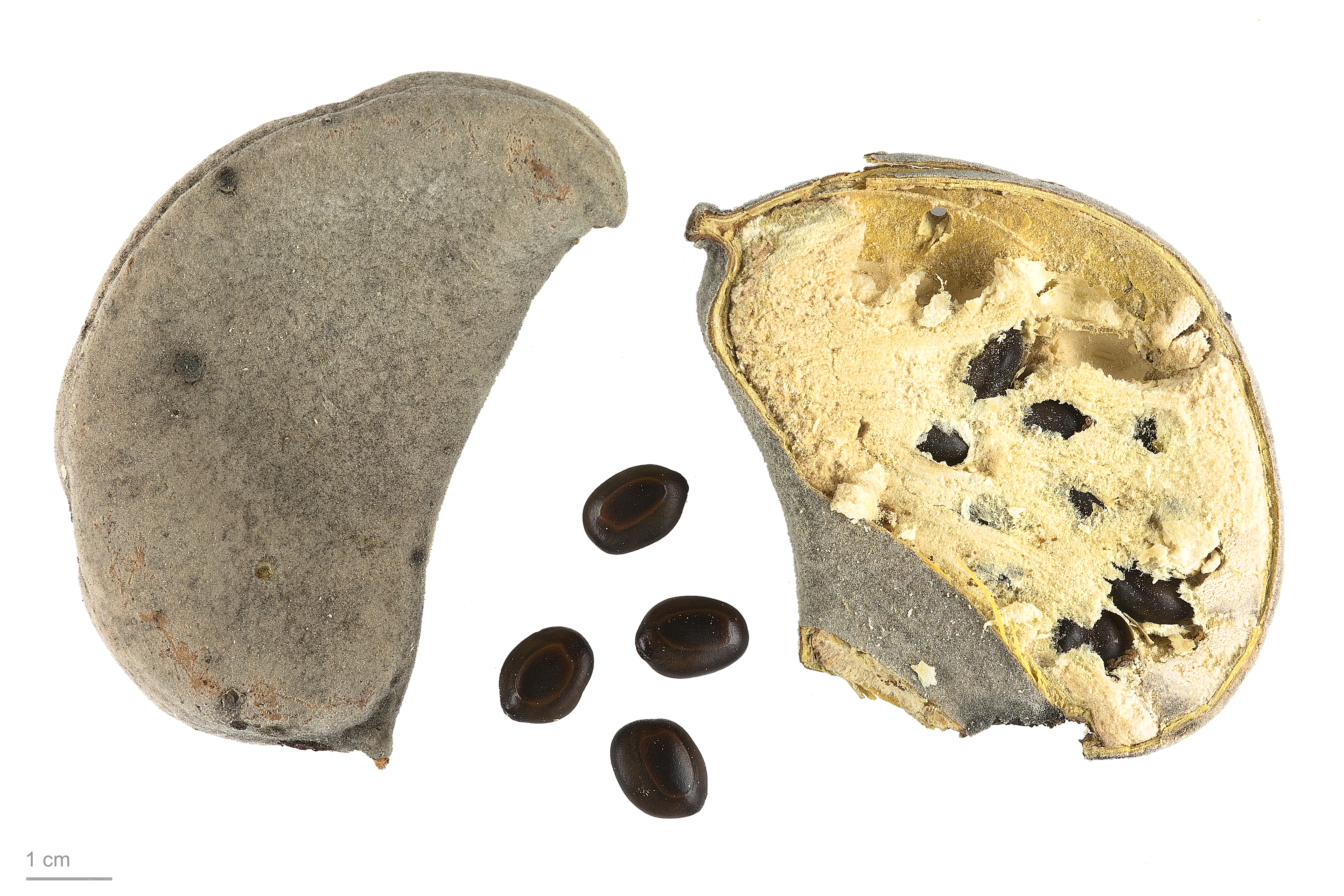
Kettévágott termése és magvai

## Fordítás
- Ez a szócikk részben vagy egészben  a   Vachellia erioloba című angol Wikipédia-szócikk ezen változatának fordításán alapul.  Az eredeti cikk szerkesztőit annak laptörténete sorolja fel. Ez a jelzés csupán a megfogalmazás eredetét és a szerzői jogokat jelzi, nem szolgál a cikkben szereplő információk forrásmegjelöléseként.